# Lys-lez-Lannoy

Lys-lez-Lannoy este o comună în departamentul Nord, Franța. În 1 ianuarie 2022 avea o populație de 13.987 de locuitori.